# Albisgüetli
Das Albisgüetli (auch Albisgütli) ist ein Schiessplatz im Quartier Friesenberg in Zürich-Wiedikon. Es liegt am Fusse des Uetlibergs, der Teil der Albiskette ist, wovon sich der Name ableitet. Die erste Erwähnung des Flurnamens stammt aus dem Jahr 1850.
Das Albisgüetli wurde seit der Mitte des 19. Jahrhunderts militärisch genutzt. An der Kreuzung Uetlibergstrasse/Schweighofstrasse stand auch ein erstes Schützenhaus. 1885 wurden erste Überlegungen angestellt, den Schiessplatz im Sihlhölzli zu verlegen. da die Stadt sich immer weiter ausdehnte und die Waffen immer weiter reichten. So entstand in den späten 1890er Jahren im Albisgüetli ein grosser, neuer Schiessplatz, der auch eine militärische Nutzung miteinschloss. Die Schützengesellschaft der Stadt Zürich nutzt und betreibt den Schiessplatz am südwestlichen Stadtrand seit 1898.
Das dazugehörende historische Schützenhaus wurde von den Architekten Richard Kuder und Josef Müller in den Jahren 1897/98 erbaut. Der Festsaal des Schützenhauses bietet Platz für 1200 Personen. ist bekannt durch zahlreiche Veranstaltungen, darunter die jährliche Zusammenkunft der Schweizerischen Volkspartei, die «Albisgüetli-Tagung».

„Das Albisgütli ist heute der letzte grosse erhaltene Gesamtkomplex der schweizerischen Festkultur und Festarchitektur des 19. und beginnenden 20. Jahrhunderts.“

1963 wurde der Schiessstand abgebrochen und durch eine moderne Schiessanlage ersetzt. Diese verfügt nach mehreren Erweiterungen über 202 Scheiben über 300 Meter, 50 Meter und 25 Meter sowie eine Druckluftwaffe.
Das jährliche Zürcher Volksfest Knabenschiessen findet jeweils im September auf dem Albisgüetli statt. Dazu gehört neben einem Wettschiessen der Zürcher Jugend die grösste «Chilbi» von Zürich.

Albisgüetli im Ersten Weltkrieg
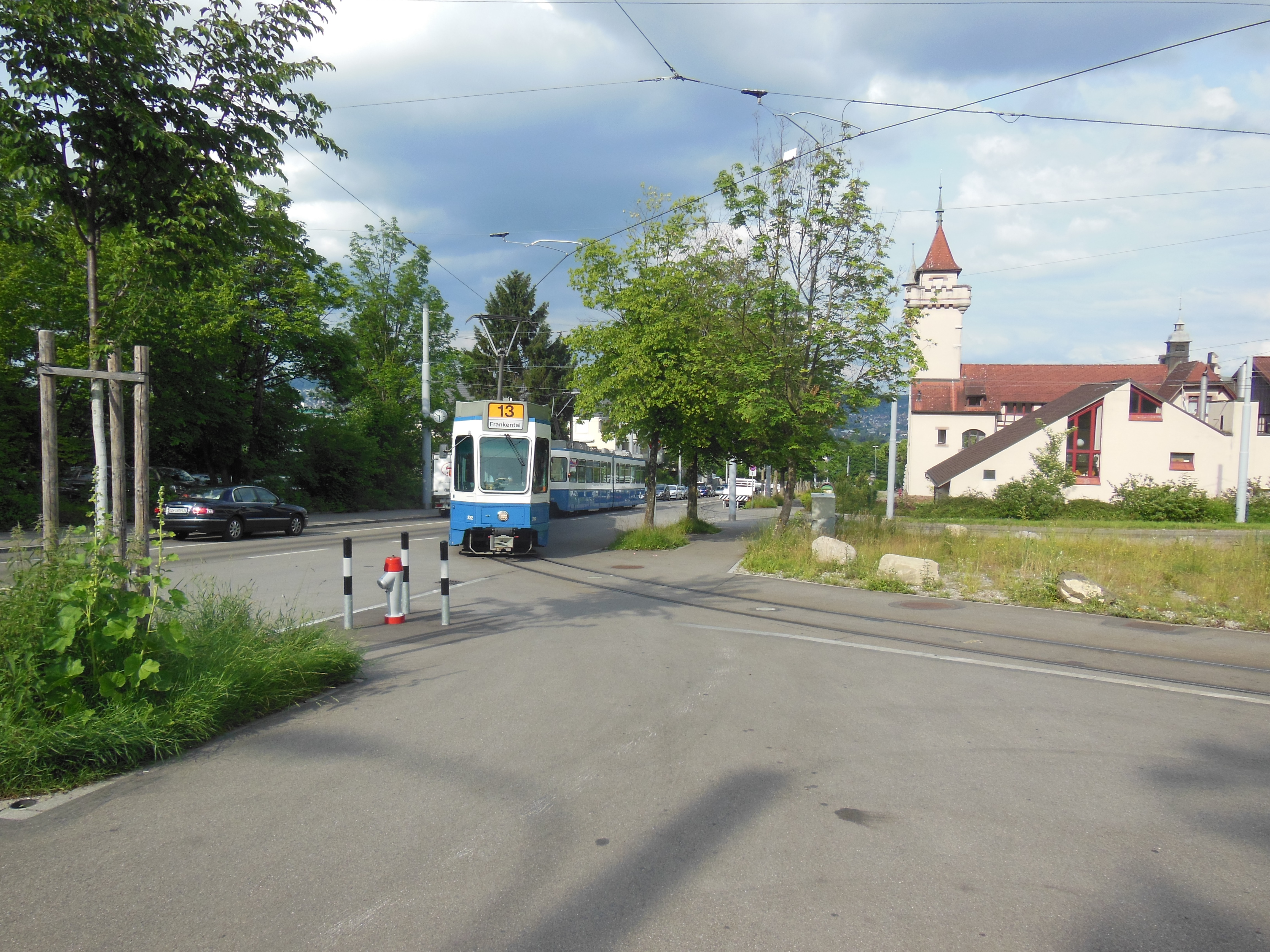
Ein Tram bei der Einfahrt in die Wendeschlaufe vor der Rückseite des Schützenhauses
Schützenhaus Albisgüetli 1904
Aufnahme aus 1923 von Walter Mittelhozer; Blick aus Osten
Aufnahme aus 1933 von Walter Mittelholzer; Albisguetli mit Chilbi